# ريس ويكفيلد
ريس ويكفيلد (بالإنجليزية: Rhys Wakefield) هو ممثل أسترالي، ولد في 20 نوفمبر 1988 بكيرنز في أستراليا.

## الأعمال

### أفلام
| السنة | العنوان        | الدور |
| ----- | -------------- | ----- |
| 2013  | التطهير        |       |
| 2013  | +1             | ديفيد |
| 2014  | الحب اللانهائي |       |

## وصلات خارجية
- ريس ويكفيلد على موقع IMDb (الإنجليزية)
- ريس ويكفيلد على موقع بوكس أوفيس موجو (الإنجليزية)
- ريس ويكفيلد على موقع قاعدة بيانات الفيلم (الإنجليزية)